# Lijn 1 (metro van Santiago)

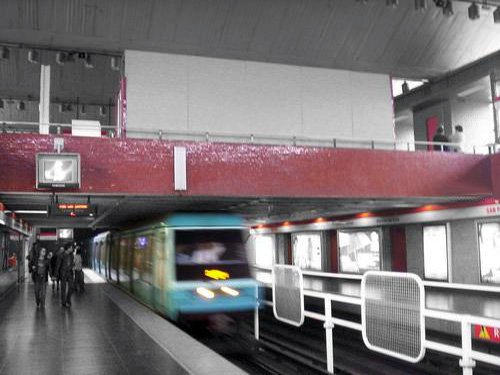
Metro nadert het noordelijke eindstation San Pablo

Lijn 1 is een van de zeven lijnen die onderdeel zijn van de Metro van Santiago. Het traject bestaat uit 27 stations. Totale lengte is 19,3 kilometer.

## Geschiedenis
Op 15 september 1975 opende Augusto Pinochet het eerste metrotraject in Santiago met een lengte van acht kilometer. Toen liep het traject nog tussen San Pablo en La Moneda, in het centrum van Santiago. In 1977 werd het traject verlengd naar station Salvador. In 1980 werd het stuk tot aan station Escuela Militar voltooid.  Op 7 januari 2010 werd de lijn doorgetrokken met drie stations, verder naar het oosten.

## Waar deze lijn langs komt
De metrolijn doet de volgende wijken en/of steden aan:
- Lo Prado
- Estación Central
- Santiago
- Providencia
- Las Condes

## Materieel
Het gehele traject is bestemd voor bandenmetro's. Hierop rijdt het type NS-93, ook wel bekend als de MP89 uit Parijs

## Stations
- San Pablo
- Neptuno
- Pajaritos
- Las Rejas
- Ecuador
- San Alberto Hurtado
- Universidad de Santiago
- Estación Central
- Unión Latinoamericana
- República
- Los Héroes
- La Moneda
- Universidad de Chile
- Santa Lucía
- Universidad Católica
- Baquedano
- Salvador
- Manuel Montt
- Pedro de Valdivia
- Los Leones
- Tobalaba
- El Golf
- Alcántara
- Escuela Militar
- Manquehue
- Hernando de Magallanes
- Los Dominicos